# Scientific Committee on Antarctic Research
Scientific Committee on Antarctic Research (SCAR) är en organisation under International Council for Science (ICSU) som syftar till att initiera, främja och samordna forskning i Antarktis. SCAR ger också vetenskapliga råd till Antarktisfördragets system och andra organ. 

SCAR grundades i Stockholm i september 1958 för att ta tillvara och utnyttja det samarbete som uppstått i samband med internationella geofysiska året 1957-58. Dess första sekreterare var den svenska glaciologen Valter Schytt. SCAR har medlemmar från 37 nationer och nio internationella vetenskapliga organisationer. I Sverige är det Vetenskapsrådet som administrerar deltagandet, och som utser och finansierar svenska forskare att representera svensk forskning i SCAR:s olika arbetsgrupper. 
Svenska representanter under perioden 10 februari 2014 till 31 december 2016 är: 
- SCAR-delegat: Dr. Mats Andersson, Vetenskapsrådet
- Standing Committee GeoSciences: Dr. Anna Wåhlin, Göteborgs universitet
- Standing Committee Physical Sciences: Prof. Sheila Kirkwood, Institutet för rymdfysik, Kiruna
- Standing Committee Life Sciences: Prof. Michael Axelsson, Göteborgs universitet
- Standing Committee Data Management: Dr. Ulf Jonsell, Polarforskningssekretariatet

SCAR:s sekretariat finns vid Scott Polar Research Institute i Cambridge, Storbritannien. 